# Klaus Schulze
Klaus Schulze   (Berlín, 4 d'agost de 1947 - Lüneburg, 26 d'abril de 2022) fou un compositor alemany de música electrònica, originari de Berlín. També edità material sota el nom de Richard Wahnfried, pseudònim basat en Richard Wagner, per qui Schulze professa gran admiració. La seva carrera musical (que començà el 1967) abasta una gran quantitat de gèneres musicals (entre ells, l'òpera) i donà com a resultat l'edició de més de 40 àlbums.

## Biografia

### Inicis i projectes previs
Klaus Schulze inicià la seva carrera musical tocant la bateria al conjunt Psy Free, juntament amb el guitarrista Alex Conti i el teclista Jo Schumann. Schulze s'hi va estar prop de dos anys, fins que entrà al grup Tangerine Dream com a substitut del seu bateria original, Sven-Ake Johansson. L'estada de Schulze a Tangerine Dream fou curta, a causa de les diferències artístiques entre el líder de la banda, Edgar Froese, i ell; així i tot, va intervenir en l'enregistrament del primer disc dels Tangerine Dream, Electronic Meditation, publicat el 1970. Poc després de la seva edició, Schulze sortí del grup.
Com a reacció, Schulze organitzà una nova banda, Ashra Tempel, amb el músics de jazz Manuel Göttsching (guitarra, instruments electrònics) i Hartmut Enke (baix); el trio així format debutà en concert el setembre de 1970 i publicà el seu primer disc el 1971, on Schulze ja s'encarregava dels teclats, a més de la percussió. Però ja durant aquest període publicà el seu primer disc en solitari, Irrlicht (1972), enregistrat únicament amb un orgue i un enregistrament d'una orquestra, extensament filtrat i manipulat, amb un resultat oníric i hipnòtic.
De mica en mica, Schulze va veient cada cop més clar que les seves idees tenen una difícil cabuda al si d'una banda; així, poc després acabà deixant també Ashra Tempel. Tot i que col·laborà breument amb una altra banda (The Cosmic Jokers, entre 1973 i 1974), Schulze ja estava decidit a provar fortuna en solitari aprofitant les possibilitats dels sintetitzadors.

### Primera època en solitari
Schulze edità el 1973 el seu segon disc, el doble LP Cyborg, que incorpora ja un sintetitzador (l'EMS Synthi A) i un seqüenciador primitiu. Encara l'any 1973 Schulze tornà a publicar material nou, inclòs al disc Picture Music; a més, durant aquest període col·laborà amb els seus anteriors grups, Ashra Tempel (com a convidat al seu disc Join Inn) i Tangerine Dream, suplint el teclista Peter Baumann durant una gira que el grup realitzà a França aquell estiu. També enregistrà cintes musicals terapèutiques per a hospitals psiquiàtrics.
El 1974 Schulze llançà un nou disc, Blackdance on, a més dels sintetitzadors, el músic alemany tocà una llarga llista d'instruments, entre ells la trompeta, la guitarra i, novament, la percussió. El disc comptà amb la participació vocal del baríton Ernst Siemon. El 1974, Schulze —de gira per Europa amb el músic Michael Hoenig— rebé l'encàrrec de tocar a la sala de concert Salle Aurore, on coincidiria amb el grup Harmonia (format per Hans-Joachim Roedelius, Dieter Moebius —de Cluster— i Michael Rother, antic col·laborador de Kraftwerk i fundador de Neu!). Tanmateix, el promotor no s'hi presentà, no hi havia públic i res no indicava que s'hi hagués organitzat cap concert; tot i això, els dos grups actuaren, primer Schulze i Hoenig (amb Harmonia com a públic) i després Harmonia, amb Schulze i Hoenig d'espectadors.
El 1975 Schulze publica la seva primera gran obra, Timewind, un disc conceptual dedicat a la figura de Richard Wagner on mostra el seu estil més característic (llargues cançons amb seqüències programades, melodies sintètiques i efectes sonors electrònics, amb un efecte hipnòtic); Schulze era en aquesta època un dels exponents més representatius de la kosmische Musik alemanya i realitzà nombroses gires europees. Moondawn (1976), Mirage (1977), X (1978) i Dune (1979) completaren la part de la seva discografia relativa als anys 70. A més, formà el grup GO amb Steve Winwood, Stomu Yamashta i Michael Shrieve, amb qui publicà dos discos, un àlbum d'estudi i un altre en directe. L'èxit de Body Love (banda sonora d'una pel·lícula pornogràfica estrenada el 1977) li obrí les portes del mercat nord-americà. També en aquesta època publicà el seu primer disc amb el pseudònim Richard Wahnfried.

### Esplendor i decadència
Schulze inicià la dècada dels 80 amb el disc en directe ...Live... i el seu primer disc enregistrat amb instruments digitals, Dig it, tots dos apareguts l'any 1980. Schulze, instal·lat en l'èxit, vivia una època d'esplendor econòmica: tenia un estudi musical propi (situat a Hambühren, a prop d'Hamburg), una acadèmia de sintetitzador, un estudi videogràfic i la seva pròpia companyia de discos, Innovative Communication, amb la qual publicà els discos Trancefer (1981), Audentity (1983) i Dziekuje Poland Live '83, testimoni d'una gira de concerts per Polònia.
Però a finals de 1983, després d'una llarga gira europea, Schulze s'adonà que quasi tots els diners de la companyia havien desaparegut; el seu home de confiança, Mark Sakautzky, havia malgastat bona part de les reserves econòmiques i s'havia endinsat en projectes mastodòntics. Schulze va vendre la companyia a Sakautzky i fundà, juntament amb el seu músic col·laborador Rainer Bloss, una nova discogràfica, Inteam. Tanmateix, malgrat les bones intencions de Bloss, la nova companyia també va fer fallida, després de publicar el 1984 un únic àlbum de Schulze, Angst (por), banda sonora de la pel·lícula austríaca del mateix nom. Schulze, desolat pel fracàs dels seus projectes discogràfics i per la pèrdua de prestigi musical, reduí cada cop més les seves aparicions en públic i actuacions, i caigué en l'addicció a les drogues i l'alcohol; només després d'una estada a una clínica suïssa de desintoxicació pogué recuperar-se'n i tornar a l'activitat.

### Recuperació
Forçat pel tancament de les seves dues companyies, Schulze hagué de tornar a la seva antiga discogràfica, Brain, que edità els seus següents discos, si bé la relació entre el músic i el segell no estigué exempta de problemes, en particular amb les edicions dels seus discos als Estats Units. Trance*Fer (1985), Dreams (1986) i En=Trance (1988) marcaren el ressorgiment musical i personal de l'artista, que el 1989 tornà a actuar en directe a la ciutat alemanya de Dresden, poc abans de la caiguda del mur de Berlín. Abans Schulze, auspiciat per les vivències d'un amic seu intern en una clínica de desintoxicació, havia editat tres composicions especialment preparades per al seu ús en teràpies per a pacients d'aquestes clíniques.
L'actuació de Schulze a Dresden fou enregistrada i publicada en format doble el 1990 amb el títol The Dresden Performance; una característica d'aquest disc és la inclusió addicional de peces enregistrades en estudi, que reflecteixen els records i les impressions de Schulze després de l'actuació. Els directes Royal Festival Hall, Vol. 1, Royal Festival Hall, Vol. 2 (1992) i The Dome Event (1993, enregistrat a Colònia) també tenen aquest format. Tots aquests discos pertanyen a un període caracteritzat per l'ús intens dels samplers i per complexes capes polirítmiques; l'àlbum que inicià aquesta fase és Mediterranean Pads, de 1990, mentre el disc In Blue, de 1995, enregistrat sense samplers, en significà el punt final. A més d'aquests llançaments, Schulze ha publicat diverses sèries limitades de 10 i 25 CDs, anomenades Silver Edition, Historic Edition i Jubilee Edition, amb material inèdit i en tirada reduïda de col·leccionista.
En els anys posteriors Schulze combinà la publicació de discos amb el seu nom i sota el pseudònim de Richard Wahnfried. El seu material més recent és l'àlbum Kontinuum (2007) i el disc Farscape, enregistrat amb Lisa Gerrard, del grup Dead Can Dance, i publicat el 2008.

## Influència
Klaus Schulze ha exercit una forta influència en una gran quantitat de músics, entre els quals hom pot comptar Manuel Göttsching (d'Ashra Tempel i, posteriorment, Ashra), Steve Roach o Neuronium. El músic japonès Kitaro descobrí la música electrònica i les possibilitats dels sintetitzadors en coincidir a un estudi amb Schulze. Alguns dels músics que manifesten la seva influència han estat en algun moment alumnes de la seva acadèmia.

## Discografia

### Àlbums de Klaus Schulze
- 1972 Irrlicht
- 1973 Cyborg
- 1974 Blackdance
- 1975 Picture Music
- 1975 Timewind
- 1976 Moondawn
- 1977 Body Love (banda sonora)
- 1977 Mirage
- 1977 Body Love Vol. 2
- 1978 X
- 1979 Dune
- 1980 ...Live...
- 1980 Dig It
- 1981 Trancefer
- 1983 Audentity
- 1983 Dziekuje Poland Live '83 (en directe)
- 1984 Angst (banda sonora)
- 1985 Inter*Face
- 1986 Dreams
- 1988 En=Trance
- 1990 Miditerranean Pads
- 1990 The Dresden Performance (en directe)
- 1991 Beyond Recall
- 1992 Royal Festival Hall Vol. 1 (en directe)
- 1992 Royal Festival Hall Vol. 2 (en directe)
- 1993 The Dome Event (en directe)
- 1994 Le Moulin de Daudet (banda sonora)
- 1994 Goes Classic
- 1994 Totentag
- 1994 Das Wagner Desaster - Live - (en directe)
- 1995 In Blue
- 1996 Are You Sequenced?
- 1997 Dosburg Online
- 2001 Live @ KlangArt 1 (en directe)
- 2001 Live @ KlangArt 2 (en directe)
- 2005 Moonlake
- 2005 Vanity of Sounds
- 2006 The Crime of Suspense
- 2006 Ballett 1
- 2006 Ballett 2
- 2007 Ballett 3
- 2007 Kontinuum
- 2007 Ballett 4
- 2008 Farscape

A partir de l'any 2005 s'inicià un programa de reedició dels discos de Klaus Schulze, amb la inclusió de material inèdit, a vegades amb un CD addicional.

### Àlbums de Richard Wahnfried
- 1979 Time Actor
- 1981 Tonwelle
- 1984 Megatone
- 1986 Miditation
- 1994 Trancelation
- 1996 Trance Appeal
- 1997 Drums 'n' Balls (The Gancha Dub)

### Edicions especials
- 1993 Silver Edition (10 CDs, edició de 2000 unitats)
- 1995 Historic Edition (10 CDs, edició de 2000 unitats)
- 1997 Jubilee Edition (25 CDs, edició de 1000 unitats)
- 2000 The Ultimate Edition (expansió de les tres primeres edicions especials amb més material inèdit, proposta per al 2008)
- 2000 Contemporary Works I (10 CDs, amb artistes convidats)
- 2002 Contemporary Works II (5 CDs, amb un 6è disc per a les primeres 333)

### SèrieThe Dark Side of the Moog
Es tracta d'una sèrie de CDs on Schulze, Pete Namlook i Bill Laswell (aquest últim en els volums IV, V, VI, i VII) homenatgen el grup anglès Pink Floyd. El subtítol de cada disc és una referència humorística a un disc o una cançó de Pink Floyd (el mateix títol de la sèrie és una referència al seu famós àlbum The Dark Side of the Moon).
- 1994 The Dark Side of the Moog I - "Wish You Were There" (Wish You Were Here)
- 1994 The Dark Side of the Moog II - "A Saucerful of Ambience" (A Saucerful of Secrets)
- 1995 The Dark Side of the Moog III - "Phantom Heart Brother" (Atom Heart Mother)
- 1996 The Dark Side of the Moog IV - "Three Pipers at the Gates of Dawn" (The Piper at the Gates of Dawn)
- 1996 The Dark Side of the Moog V - "Psychedelic Brunch" (Alan's Psychedelic Breakfast)
- 1997 The Dark Side of the Moog VI - "The Final DAT" (The Final Cut)
- 1998 The Dark Side of the Moog VII - "Obscured by Klaus" (Obscured by Clouds)
- 1999 The Dark Side of the Moog VIII - "Careful With the AKS, Peter" (live) (Careful with that Axe, Eugene)
- 2002 The Dark Side of the Moog IX - "Set the Controls for the Heart of the Mother" (Set the Controls for the Heart of the Sun / Atom Heart Mother)
- 2005 The Dark Side of the Moog X - "Astro Know Me Domina" (Astronomy Domine)
- 2008 The Dark Side of the Moog XI - "The Heart Of Our Nearest Star" (Set the Controls for the Heart of the Sun)